# A.F.H. Fleischer
Adolph Frederik Hilarius Fleischer (12. juni 1816 i Aarhus – 18. oktober 1895 i København) var en dansk katolsk-apostolsk tilsynsmand, proprietær og politiker.
Han var søn af overlærer ved Aarhus Katedralskole Edvard Christie Fleischer og Rachel Magdalene f. Ache. Han blev født i Aarhus og 1836 dimitteret til Københavns Universitet. Året efter tog han Anden Eksamen, og derpå studerede han teologi, men sygdom tvang ham til at opgive studierne uden at have underkastet sig embedseksamen. 1843 blev han adjunkt på Herlufsholm, men da han 1849 havde giftet sig, fik han sin afsked fra 1. maj 1850; dog vedblev han endnu et års tid at være knyttet til Herlufsholm som timelærer, især i matematik.
Efter sin afskedigelse som adjunkt tog han bolig i Næstved, hvor han var sysselsat dels med undervisning, dels – efter 1850 at have taget landmålereksamen – med landmåling. 1852 rejste han til Neapel for at hæve en stor arv, der var tilfaldet ham efter en farbroder, og da han var kommet hjem, nedsatte han sig i Hillerød som landmåler. Efter nogen tids forløb købte han Nybogård ved Helsingør, og som ejer af den blev han 1854 valgt til Folketingsmand for Svendborg Amts 4. valgkreds. Han stoppede dog som folkevalgt allerede året efter.
I de nærmest følgende år lærte han den irvingianske forfatter Charles Böhms skrifter at kende, og for at træde i forbindelse med de såkaldte katolsk-apostolske menigheder gjorde han 1858 en rejse til Berlin. Efter helt at have sluttet sig til den nye profetis tilhængere blev han 1861 ordineret til forstander for den samtidig oprettede katolsk-apostolske menighed i København, og senere blev han tilsynsmand for de mindre katolsk-apostolske menigheder, der var dannede på Sjælland, Fyn, Lolland og Bornholm. 1863 søgte han ved et skrift om Christi Tilkommelse og de forudgaaende Tegn at vække opmærksomhed for sin ejendommelige kirkelige opfattelse. Hans første hustru, Charlotte Emilie f. Dorscheus, døde 1867; 1869 giftede han sig igen med Henriette Vilhelmine Dorscheus, f. Lithin (d. 1871). Han døde 1895. Arkitekten Emanuel Christie Fleischer var hans søn.